# Kruishoutem
Kruishoutem este o comună neerlandofonă situată în provincia Flandra de Est, regiunea Flandra din Belgia. La 1 ianuarie 2011 avea o populație totală de 8.140 locuitori. Comuna Kruishoutem este formată din localitățile Kruishoutem, Nokere, Wannegem-Lede și Lozer. Suprafața totală a comunei este de 46,76 km². 